# Salemi boszorkányperek

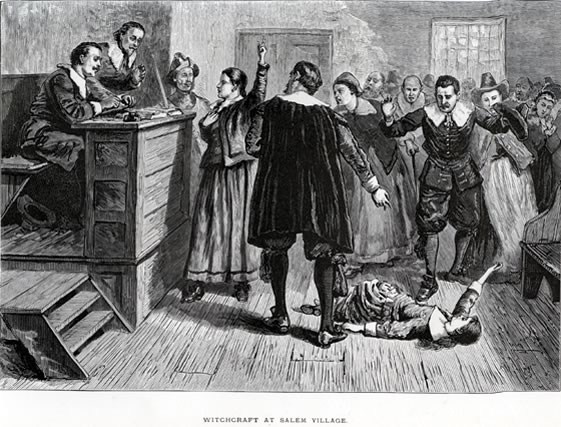
A perek 1876-ból származó illusztrációja

A salemi boszorkányperek a 17. század végi gyarmati Amerikában folytak le, a Massachusetts állambeli Salem városában, a kor puritanizmusa, hiedelmei és félelmei által keltett tömeghisztéria kicsúcsosodásaként. A perek 19 ember felakasztásával, egy agyonzúzásával és sokak bebörtönzésével zárultak.
1692-ben Salem Village-ben (ma Danvers), egy Salem melletti faluban pár fiatal lány, köztük Abigail Williams, Ann Putnam, Betty Parris és Mary Warren, Susanna Walcott több környékbelit is megvádolt azzal, hogy rontást tett rájuk és megbabonázta őket, tehát nyilvánvalóan a Sátánnal szövetségben álló boszorkány.
A kis közösség szerény körülmények között élt a hideg új-angliai télben, rettegve az indián betörésektől; lelkipásztoraik dörgedelmes szónoklatai minden héten a Sátán kísértéseiről és az ezek ellen védő szigorú erkölcsökről szóltak; nem csoda hát, hogy könnyen elhitték a lányok vádaskodásait. Ráadásul ebben az időszakban éppen kormányzója sem volt a területnek egy 1689-es lázadás eredményeképpen. A megvádoltakat felszólították, hogy vallják be, hogy boszorkányok (ez esetben földjüket, vagyonukat elkobozták), vagy felakasztják őket. A vádaskodások egyre több és több embert érintettek, és pár hónapon belül már nemcsak Salem városát érintették, hanem több környékbeli településre, köztük a legnagyobbra, Bostonra is átterjedtek.

## A kezdet
A 17. század végi puritán Új-Angliában a gyerekeknek, elsősorban a fiatal lányoknak nem sok szórakozási lehetősége adódott. Gyakorlatilag mindent, amire szerény körülményeik egyáltalán lehetőséget adtak volna, erkölcstelennek bélyegeztek a kor szigorú szabályai. Nem csoda hát, hogy a felgyülemlő belső feszültséget néhányuk egészen különös módon vezette le.
1691–92 telén Betty Parris, Samuel Parris tiszteletes lánya, és Abigail Williams, a tiszteletes gyámleánya különösen kezdtek viselkedni: furcsa és idegen hangzású, értelmetlen mondatokban beszéltek, a földön fetrengtek. A tiszteletes által hozatott orvosok nem tudták megmondani, mi kínozza a lányokat, az elmebaj szokásos jelei nem mutatkoztak, és egyéb ismert betegségek tünetei sem voltak felismerhetők. Egyikük úgy vélte, hogy az ördög keze van a dologban, más szóval: rossz szellemek szállták meg őket. Parris és mások kérlelni kezdték a lányokat, először csak Bettyt és Abigailt, majd a sorban hasonló tüneteket produkáló Ann Putnamet, Betty Hubbardot, Mercy Lewist, Susannah Sheldont, Mercy Shortot és Marry Warrent, hogy nevezzék meg azokat, akik a rontást rájuk küldték. Végül a lányok neveket kezdtek mondogatni.
Az első három megvádolt nő Sarah Good, Sarah Osborne és Tituba volt. Good még tizenéves korában elárvult, a falu koldusává lett, ráadásul közismert volt arról, hogy magában beszél. Osborne ágyhoz kötött, idős asszony volt, akinek mindössze annyi "bűn" nyomta a lelkét, hogy korábban egy örökösödési ügy kapcsán vitába keveredett a gazdag és befolyásos Putnam családdal. Végül Tituba egy, a Karib-tengerről behurcolt bennszülött rabszolga volt, aki a tiszteletes szolgálatában állt.

## A perek
A három nőt 1692. március 1-jén vádolták meg boszorkánysággal, azonnal be is börtönözték őket. A történet azonban itt nem ért véget, sőt: a lányok újabb neveket kezdtek sorolni: Dorcas Good (Sarah Good négyéves leánygyermeke), Rebecca Nurse (egy idős, köztiszteletnek örvendő asszony), Abigail Hobbs, Deliverance Hobbs, Martha Corey, Végül egy házaspár, Elizabeth és John Proctor is a listára kerültek. John Proctor bűne az volt, hogy nem hitt a vádaskodásoknak, és kiállt a perbe fogottak ártatlansága mellett.
Ahogy a vádak terjedtek, Salem, Boston és a környék börtönei lassan megteltek, miközben a közösség egy új problémával szembesült: legitim kormányzat híján (éppen nem volt kinevezett kormányzó) nem állt rendelkezésükre törvényes alap a vádlottak perbe fogására. A terület végül május végén kapott új kormányzót, aki rögtön létre is hozott egy területi bíróságot. Addigra azonban Sarah Osborne a börtönben meghalt, Sarah Good újszülött gyermeke és mások pedig megbetegedtek. Összesen mintegy 80 ember várta a per megkezdését.
A nyár folyamán a bíróság több tárgyalást is lefolytatott, nagyjából egyet havonta. A vádlottak közül csupán egyet mentettek fel, mert a lányok visszavonták az őt érintő vádjukat. Mindenki mást bűnösnek találtak boszorkányság vétségében, és halálra ítéltek. Akik végül bűnösnek vallották magukat és további, az ördöggel cimboráló bűnösöket neveztek meg, felmentést kaptak az ítélet végrehajtása alól. Elhalasztották Elizebeth Proctor és még egy nő ítéletének végrehajtását is, mivel mindketten várandósak voltak. Az ítélethozatalok után négy kivégzés során 20 embert gyilkoltak meg: 19-en akasztófán végezték, köztük egy köztiszteletben álló lelkipásztor, egy közrendőr, aki nem volt hajlandó részt venni további megvádoltak letartóztatásában, valamint néhány vagyonosabb polgár. Az áldozatok közül hatan férfiak voltak, a többség azonban szegénységben élő, idős asszony.
A huszadik áldozat nem akasztófán lelte halálát. A 80 éves, Salem délkeleti részén élő földműves, Giles Corey nem volt hajlandó sem beismerni bűneit, sem megnevezni másokat bűnösként. A törvény ilyen esetekre lehetővé tette azt a fajta kínzásos vallatást, amikor a vallatott személyt egy nyújtópadra vonva, a mellkasán felhalmozott súlyos kövek által lassan, fokozatosan agyonnyomták. Corey-t három napon keresztül tették ki ennek; a kínzásba végül belehalt anélkül, hogy vallomást tett volna. Kitartását sokszor azzal magyarázzák, hogy meg akarta akadályozni a földjei elkobzását (ez az ítélet, tehát a büntetés részét képezte), hogy az örököseit megóvja, de az az igazság, hogy a vádlottak vagyonát sokszor már a perbe fogásuk előtt elkobozták, mint tették azt John Proctorral is.

## A vég
A boszorkányperek 1693 januárjában értek véget, habár a boszorkányság vádjával bebörtönzött embereket egészen a következő tavaszig nem engedték szabadon. A bírósági eljárásoknak végül a kormányzó vetett véget egy, a Boston környéki tiszteletesek által írt kérelem hatására. A kérelemben többek között az állt, hogy jobb, ha tíz boszorkány megússza a büntetést, mintha egy ártatlan meghurcoltatást és mártírhalált szenved.
A perek egyik hatásaként a kormányzatra gyakorolt puritán befolyás lassan, de fokozatosan eltűnt, és a perek során tapasztalt túlkapások intő példaként szolgáltak szűk egy századdal később az Egyesült Államok törvénykezési gyakorlata alapjainak lefektetésekor is.

## Érdekességek
- A perek egyik bírája John Hathorne volt, ükapja Nathaniel Hawthorne 19. századi amerikai írónak, A skarlát betű és több más, a puritán Új-Anglia életét és visszásságait bemutató regény szerzőjének. Hawthorne a nevét is megváltoztatta, hogy az emberek ne hozzák kapcsolatba az ősével. Nathaniel Hawthorne-nak ma szobra áll a szülővárosában, Salemben.

- A perek történetét Arthur Miller amerikai drámaíró is feldolgozta Salemi boszorkányok című drámájában. Miller a történetet párhuzamnak szánta saját korának mccarthyista kommunistaüldözésével, amelynek ő maga is kényszerű szereplője volt.

- Az áldozatoknak olyan tüneteik voltak, mint a  földön rángatózás, hallucináció, magánkívüli állapot. Ezek a tünetek mind ételmérgezésre utalnak. Az anyarozs egy olyan gombafaj, amely a gabonát támadja meg. A learatott búzával a kenyérbe kerül, és ha a mérgezett kenyeret elfogyasztják, a fentiekhez hasonló tünetek jelentkeznek. Ezt az érvet támasztja alá az is, hogy a salemi boszorkányperek előtti években nagy anyarozsjárvány volt a környéken – derült ki egy kutatásból.